# 第12高射特科大隊
第12高射特科大隊（だいじゅうにこうしゃとっかだいたい、JGSDF 12th Antiaircraft Artillery Battalion）は、宇都宮駐屯地に駐屯していた第12師団隷下の高射特科部隊。

## 概要
第12師団の旅団への改編に伴い2001年（平成13年）3月27日に第12高射特科中隊へ縮小改編、相馬原駐屯地へ移駐。

## 沿革
第12特科連隊第6大隊
- 1962年（昭和37年）1月18日：第12特科連隊第6大隊として宇都宮駐屯地において編成完結。
- 1974年（昭和49年）3月26日：35mm2連装高射機関砲 L-90の配備に伴い、改編。

第12高射特科大隊
- 1991年（平成03年）3月29日：第12特科連隊第6大隊が第12高射特科大隊として分離・独立、師団直轄となる。

第12高射特科中隊
- 2001年（平成13年）3月27日：第12師団の旅団化に伴い第12高射特科中隊へ縮小改編。

1. 宇都宮駐屯地から相馬原駐屯地へ移駐。
2. 整備部門を第12後方支援隊第2整備中隊高射直接支援小隊へ移管。

## 廃止時の部隊編成
- 第12高射特科大隊本部
- 本部管理中隊「12高特-本」
- 第1高射中隊「12高特-1」
- 第2高射中隊「12高特-2」

車両の部隊表示は全て「12高」

## 整備支援部隊
- 第12後方支援隊第2整備中隊高射直接支援小隊：2001年（平成13年）3月27日から

## 主要装備
- 81式短距離地対空誘導弾
- 93式近距離地対空誘導弾
- 1/2tトラック／73式小型トラック
- 1 1/2tトラック／73式中型トラック
- 3 1/2tトラック／73式大型トラック
- 64式7.62mm小銃